# لنغفرد (بيدفوردشير)
لنغفرد (بالإنجليزية: Langford, Bedfordshire)‏ هي قرية وأبرشية مدنية تقع في المملكة المتحدة في إنجلترا. يقدر عدد سكانها بـ 2,882 نسمة .